# Jean Baptiste Prosper Bressant
Jean Baptiste Prosper Bressant (ur. 24 października 1815 w Chalon-sur-Saône, zm. 23 stycznia 1886 w Saint-Pierre-lès-Nemours) – francuski aktor teatralny.

## Życiorys
Jean Baptiste Prosper Bressant urodził się 24 października 1815 w Chalon-sur-Saône. Jego nauczycielem w Konserwatorium Paryskim był Pierre-Marie-Nicolas Michelot. Karierę rozpoczął w wieku 17 lat w Paryżu, występując w Théâtre des Variétés. Po sukcesach w Keanie pióra Alexandre Dumasa (ojca) u boku Frédéricka Lemaître i Le Chevalier d’Éon z Jenny Vertpré, w 1838 trafił do francuskiego teatru w Petersburgu. Na jego deskach zagrał w 142 sztukach, stając się idolem żeńskiej publiczności i zdobywając coraz większą renomę.
Po skandalu w 1846 opuścił Imperium Rosyjskie i wrócił do Paryża. Swoją pozycję ugruntował w Théâtre du Gymnase w rolach eleganckich i dystyngowanych młodych mężczyzn. Sukces ten sprawił, że w 1854, wbrew przepisom, został pełnoprawnym członkiem Komedii Francuskiej (sociétaire). Jego debiut w Comédie-Française w Uczonych białogłowach Molière’a był rozczarowaniem, lecz – jak pisano – „do interpretacji klasyki wnosi bardzo nowoczesną swobodę, nowy styl, a jego urok znów działa”.
Do najważniejszych sztuk w jego dorobku zalicza się m.in. Le Verre d’eau Eugène’a Scribe’a, Les Caprices de Marianne Alfreda de Musset, Le Barbier de Séville Pierre’a Beaumarchais’go, a także Don Juan Molière’a. Szczególne wrażenie wywarł nowoczesną interpretacją Tartuffe'a w Świętoszku Molière’a.
Po wojnie francusko pruskiej stan jego zdrowia stopniowo uniemożliwiał mu kontynuację kariery. Na aktorską emeryturę przeszedł w 1877. Następnie został profesorem w Konserwatorium Paryskim, a wśród jego uczniów byli m.in. Sophie Croizette, Jeanne Samary i Jean Mounet-Sully. Zmarł 23 stycznia 1886 w Saint-Pierre-lès-Nemours.